# Pierluigi Cerveglieri
Pierluigi Cerveglieri (Milano, 15 marzo 1956) è un fumettista italiano.
Si diploma al Liceo Artistico di Brera ed esordisce nel settore fumettistico nel 1975 collaborando con lo Studio Montanari.
Tra il 1982 ed il 1989 disegna fumetti per adulti della Edifumetto, mentre tra il 1990 ed il 1991 lavora sulle pagine di Tiramolla, impegno che segna l'inizio di una lunga militanza nel fumetto per bambini. Subito dopo passa infatti a Il Corrierino firmando i disegni di serie come Tartarughe Ninja e James Bond Junior. Nel 1994 inizia a disegnare Topo Gigio per la P.F.M. e poi collabora con la Egmont su titoli come Bugs Bunny e Prezzemolo.
Ma nel 1999 torna al fumetto realistico approdando a Diabolik, testata per cui lavora attualmente. Lavora sulla serie mensile come matitista ma si occupa anche di inchiostrazione sulle pagine de Il grande Diabolik, dove ripassa a china le tavole di Emanuele Barison.